# 키마 (음식)
키마(힌디어: क़ीमा, 우르두어: قیمہ)는 다진 고기로 만든 남아시아 음식이다. 힌두스탄어 "키마"는 "다진 고기"라는 뜻이지만, 남아시아 향신료가 많이 들어간 음식이 대개 그렇듯이 남아시아 밖에서는 커리의 하나로 여겨져 키마 커리(영어: keema curry)로도 불린다.

## 사진

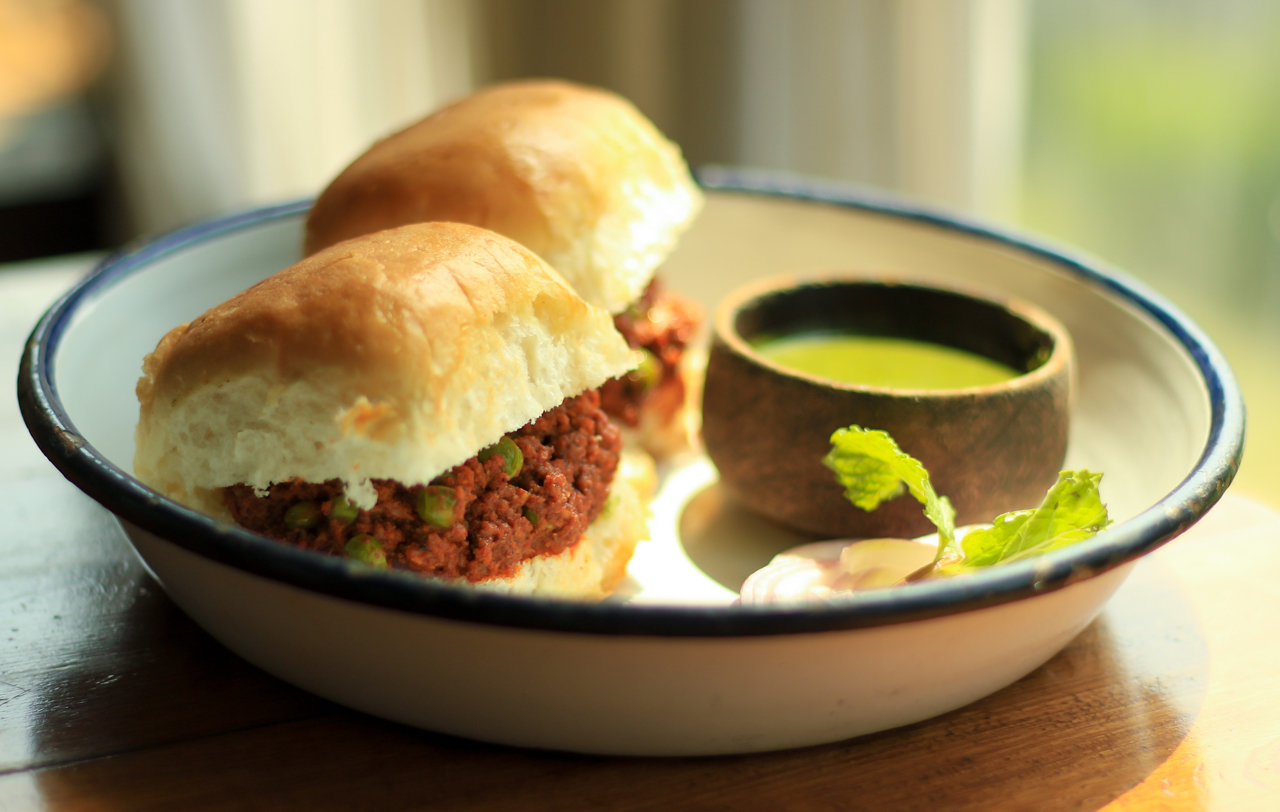
키마 파브

## 같이 보기
- 크이마 케밥